# Georges Demoulin
Pour les articles homonymes, voir Demoulin.
Georges Demoulin (11 mars 1919 - 27 juillet 1994) est un entomologiste belge, spécialisé dans les éphémères. 

## Sa vie
Une courte nécrologie a été publiée par Jacques Rigout.
Né à Amay, il est attiré par les formes et les couleurs des insectes, il abandonne ses études de pharmacie pour se faire engager à l'âge de 28 ans comme naturaliste stagiaire au Musée royal des sciences naturelles de Belgique.
Après un séjour d'un an en Afrique au Parc national de la Garamba, il rentre au musée où il est chargé des collections d'insectes aux mœurs aquatiques.

## Travaux
Ses publications sont nombreuses, parmi celles-ci on peut noter. 
- 1952. Contribution à l'étude des Ephoronidae Euthyplociinae, 1952, Bulletin de l'Institut royal des Sciences naturelles de Belgique, 28 (45), p. 1-22.
- 1966. Contribution à l'étude des Ephéméroptères du Surinam, 1952, Bulletin de l'Institut royal des Sciences naturelles de Belgique, 42 (37), p. 1-22.
- 1970. Ephemeroptera des faunes éthiopiennes et malgache, South African Animal Life, 14, p. 24-170.
- 1975. Remarques sur la nervation alaire des Oligoneuridae (Ephemeroptera), Bulletin de l'Institut royal des Sciences naturelles de Belgique, 51, p. 1-4.

## Taxa dédiés
- Demoulinia Gilles, 1990
- Abacetus demoulini Straeno, 1963
- Adenophlebiodes demoulini Kimmis, 1960
- Afrocurydemus demoulini Selman, 1972
- Brachinus demoulini Basilewsky, 1962
- Caenis demoulini van Bruggen, 1954
- Corindia demoulini Grichanov, 2000
- Dryops demoulini Delève, 1963
- Glossidion demoulini Lugo-Ortiz & McCafferty, 1998
- Gomphoides demoulini St. Quentin, 1967
- Hikanopilon demoulini Matile, 1990
- Hyalophlebia demoulini Kimmins, 1960
- Jana demoulini Berger, 1980
- Leiodytes demoulini Guignot, 1955
- Limnichus demoulini Delève, 1980
- Melanophthalma demoulini Dajoz, 1970
- Odontolabis gazella demoulini Maes, 1981
- Pachnoda demoulini Rigout, 1978
- Thraulus demoulini Peters & Tsyu, 1973
- Triaenodes demoulini Jacquemart, 1967